# Agathia klossi
Agathia klossi là một loài bướm đêm trong họ Geometridae.